# Фаббри, Луиджи
Луиджи Фаббри (итал. Luigi Fabbri; 23 декабря 1877, Фабриано, Марке — 24 июня 1935, Монтевидео) — итальянский писатель, пацифист, агитатор и пропагандист. Теоретик анархизма, один из наиболее известных и влиятельных анархистов конца XIX — начала XX вв.

## Биография
Луиджи Фаббри впервые был осуждён за анархистскую деятельность в 16 лет. Подвергался неоднократным арестам и преследованиям властей, много лет провёл в итальянской тюрьме.
На протяжении ряда лет плодотворно сотрудничал с анархистской прессой в Европе, а затем Южной Америке. Совместно с Эррико Малатеста редактировал газету «L’Agitazione». Редактировал миланскую газету «Università popolare». Внёс значительный вклад в анархическую критику общества.
Луиджи Фаббри был делегатом Международного конгресса анархистов, который состоялся в Амстердаме в 1907 году.
Критик платформы Всеобщего союза анархистов о причинах поражения российского анархистского движения и победы партии большевиков, объяснявшей неудачи анархистского движения во время Российской революции, а также большевиков и их диктатуры.
Во время первой мировой войны был обвинён в пораженческих настроениях.
В значительной мере способствовал возникновению революционной ситуации 1919—1920 гг. в Италии, так и не ставшей революцией. Несмотря на массовые демонстрации, столкновения с полицией, захваты заводов итальянским пролетариатом, всё кончилось деморализацией и победой фашизма. Размышляя о причинах поражения, несколько позже итальянский анархист Луиджи Фаббри с горечью напишет:

«С начала 19 года началось какое-то светопреставление. Всё говорило о революции, и на самом деле революции было обеспечено большинство; сами противники готовы были примириться с нею… Но революция не побеждала, не осуществлялась…Итальянский пролетариат, казалось, ожидал повторения чудес Иерихона — а именно гибели буржуазной Бастилии, то есть капиталистического государства, лишь от действия распеваемых революционных гимнов и развевающихся красных знамён»— цит. по Н.В. Устрялов. Итальянский фашизм. М., 2001, с. 62
.
Непримиримый борец с фашизмом. После прихода к власти в Италии Б. Муссолини вынужден был эмигрировать в Южную Америку. Проживая в Буэнос-Айресе, продолжал заниматься активной политической деятельностью. Резко раскритиковал тактику аргентинских анархистов за отождествление Аргентинской региональной рабочей федерации и профсоюзов с анархистской идеологией:

Не хочу быть пророком бед, но сильно опасаюсь, что рано или поздно нашему движению в Аргентинской республике придётся дорого заплатить за эту тактическую ошибку. Чтобы не быть догматической или авторитарной, (профсоюзная организация) должна избегать любых заявлений, которые могут разделить пролетарскую массу в соответствии с особыми партийными предпочтениями... (Она ставит) противников в моральном отношении в условия неполноценности только потому что те находятся в меньшинстве. Это всё равно что сказать рабочим, которые думают не так, как мы: «Вон!»
Подвергал критике «финалистскую» (то есть, закрепляющую общественно-политические цели организации) декларацию принципов, предложенную Местной рабочей федерацией Росарио, Местной рабочей федерацией Санта-Фе и Уругвайской региональной рабочей федерацией.
Умер в Монтевидео.
Отец итальянской писательницы Луче Фаббри.

## Избранные публикации
- Жизнь Малатеста (1936)
- Малатеста: L’uomo e il pensiero
- Буржуазное влияние на анархизм (на английском языке)
- Рабочие организации и анархия (1906)
- Организация анархистов (1907)
- Школа и революция (1912)
- Письма к социалисту (1913)
- Сознательное поколение (1913)
- Диктатура и революции (1921)
- Превентивная контрреволюция (1922) и др.